# هنریک مودست برودر
هنریک مودست برودر (به آلمانی: Henryk Modest Broder) (زاده ۲۰ اوت ۱۹۴۶) نویسنده، روزنامه‌نگار و طنزپرداز آلمانی یهودی و لهستانی‌تبار است.
وی در نشریاتی چون اشپیگل و تاگس‌اشپیگل قلم می‌زند و ویرایش‌گر سالنامه «گاهشمار یهودی» است. مسائلی که وی در نوشته‌های جدلی، طعنه‌زن و طنزآمیز خود مطرح می‌کند بیشتر شامل ناسیونال سوسیالیسم آلمان، مسئله‌ٔ یهودی‌ها در اروپا، جنبش چپ آلمان، اسلام‌گرایی، اسرائیل و مناقشه اسرائیل و فلسطین می‌شود.
برودر عقیده دارد که انتقاد آلمانی‌ها از سیاست‌های اسرائیل ارتباطی نزدیک با باورهای یهودستیزانه دارد.

## طرح انتقال اسرائیل به آلمان
در سال ۱۳۸۴ نخستین بار که محمود احمدی‌نژاد ایده انتقال اسرائیل به اروپا یا آمریکا را مطرح کرد، مقاله‌ای از برودر با عنوان «اشلسویگ هولشتاین را به یهودیان بدهید» در نسخه آنلاین اشپیگل و روزنامه دی ولت به چاپ رسید که در آن با طنز و طعنه فراوان از این ایده احمدی‌نژاد دفاع می‌شد.
وی در این مقاله گفته بود که این طرح را ابتدا خود او مطرح کرده‌است: «اگر چیزی بنام عدالت تاریخی در این جهان وجود می‌داشت، آنگاه دولت یهودی می‌بایستی در اشلسویگ-هولشتاین یا در ایالت باواریا تشکیل می‌شد و نه در فلسطین ... من این جمله را بارها نوشته‌ام، و آخرین مرتبه در همین جا بوده‌است، و حال هم خوشحالم و هم در شگفت که احمدی‌نژاد این تأملات من را مطرح کرده، بی‌آنکه منبع آن را ذکر نماید.»

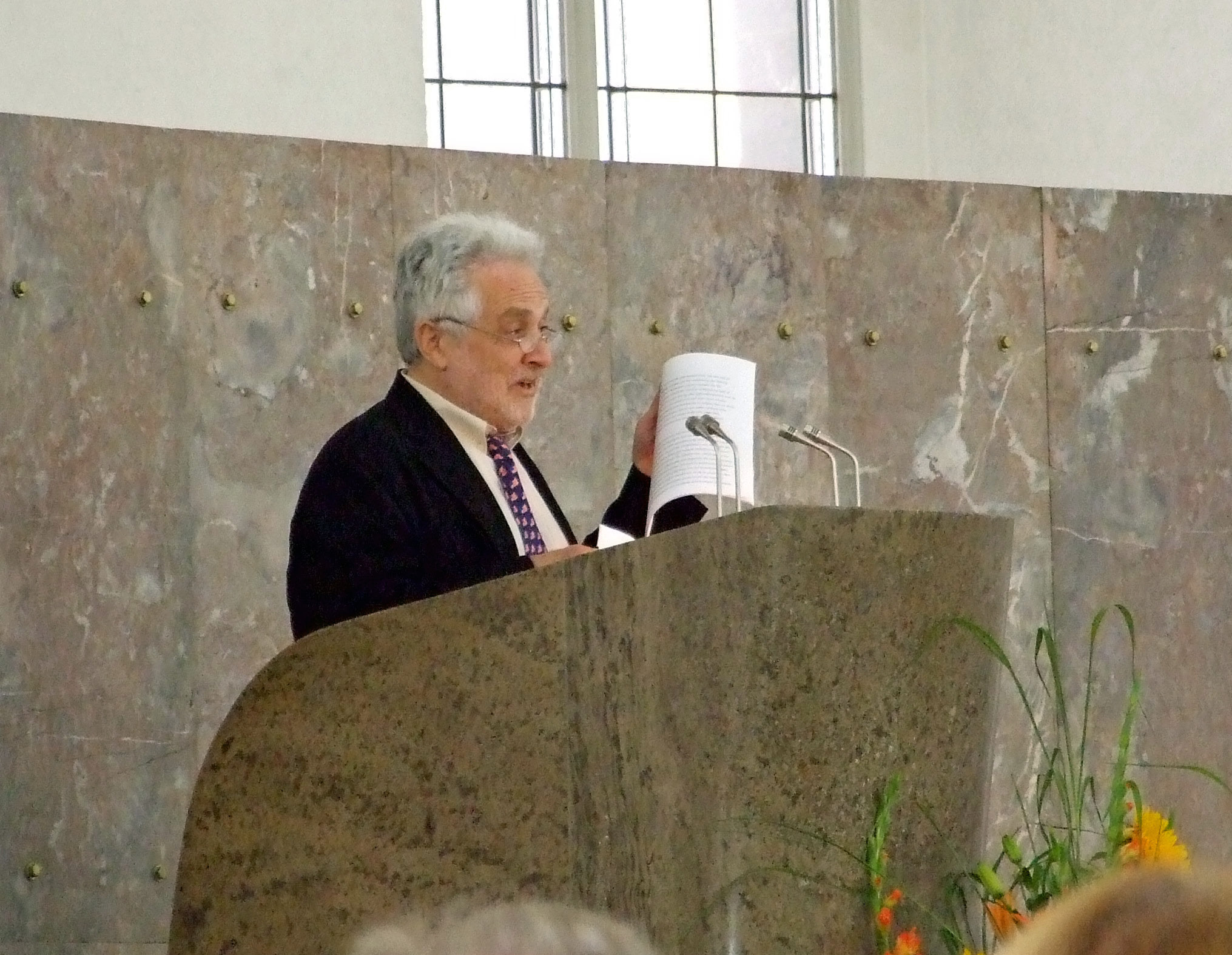

این مقاله در رسانه‌های ایران جدی پنداشته شده و ترجمه آن به‌سرعت در رسانه‌های مختلف همچون خبرگزاری ایرنا، خبرگزاری مهر، سایت بازتاب و روزنامه‌های «ایران» و «رسالت» به چاپ رسید. روزنامه شرق متن کامل این ترجمه را در صفحهً اول خود به چاپ رسانده بود. تیتر یک برخی رسانه‌های مکتوب به آن اختصاص یافت و صداوسیما نیز به‌طور ویژه به پوشش آن پرداخت. البته در این ترجمه‌ها بخش‌های طنزگونه و طعنه‌زنانه مقاله دیگرگونه ترجمه یا حذف شده بود. عباراتی چون: «خانم آنگلا مرکل پیشنهادهای احمدی‌نژاد را «کاملاً غیرقابل پذیرش» خواند. از قرار معلوم در این قضاوت عجولانهٔ وی، این مسئله مهم نبوده که رئیس‌جمهوری ایران هر چه باشد از خواست اولیهٔ خود مبنی بر نابودی اسرائیل عقب‌نشینی کرده و در عوض خواستار «انتقال کشور صهیونیستی» شده‌است. از جایگاه بشردوستانه، این خود یک پیشرفت است: اینکه دیگر اسرائیلی‌ها را نباید به دریا ریخت، بلکه باید آن‌ها را از طریق دریا به اروپا فرستادشان. این گونه نیز می‌توان توضیح داد که: اروپا باید مسئله‌ای که خود آفریده و صادر کرده‌است را پس بگیرد. ولی محموله هنوز فرستاده نشده، گیرنده از دریافت آن خودداری می‌کند» یا «البته: آنجا که احمدی‌نژاد حق دارد، حق دارد».
پس از انتشار این مقاله وی در مصاحبه‌ای با دویچه‌وله از اظهارنظر در مورد طنزبودن یا جدی‌بودن مقاله خود خودداری کرد و گفت: «اینکه این مقاله طنزنامه است یا خیر، این را خواننده باید تشخیص دهد و نباید این را از من بپرسید. من فقط می‌خواستم اشاره کنم که دیوانه‌ای مانند رئیس جمهور ایران گاه می‌تواند در کاسهٔ آشش دانهٔ گندمی هم بیابد.» وی همچنین در مصاحبه‌ای با خبرگزاری مهر بار دیگر از طرح انتقال اسرائیلی‌ها به آلمان دفاع کرد و پیشنهاد داد که فلسطینیان هم به مناطقی در اسکاندیناوی منتقل شوند.